# Brug 1378
Brug 1378 is een bouwkundig kunstwerk in Amsterdam-Zuidoost.
Deze verkeersbrug is gebouwd rond 1981 tussen twee door een gracht gescheiden buurtjes, beide in Reigersbos-Midden gelegen. Ze ligt in de Schoonhovendreef; de hoofdverkeersroute alhier.
In oktober 1980 maakte architect Dirk Sterenberg van de Dienst der Publieke Werken het ontwerp voor deze oeververbinding en keek daarbij naar “zijn” verderop liggende brug 1344 van een jaar eerder. Deze bruggen worden geflankeerd door bruggen en bruggetjes die ook ontworpen zijn door Sterenberg, maar hoeven alleen voetgangers en fietsers te dragen; ze zijn dan ook grotendeels van hout. Bruggen 1334 en 1378 zijn van beton. De brug is inclusief landhoofden circa 30 meter breed, 10 meter lang en heeft een doorvaarbreedte van 6,7 meter breed. Voor de balustraden greep Sterenberg terug op zijn kunstenaarschap. Ze bestaan uit kokervormige leuningen, de leunen op kokervormige balusters met dwarsverbinding. Origineel ontwierp Sterenberg de brug voor zowel auto als fiets, maar het fietspad verdween in de jaren negentig. 
De brug is qua vorm een kruising tussen een vaste brug en een duiker.

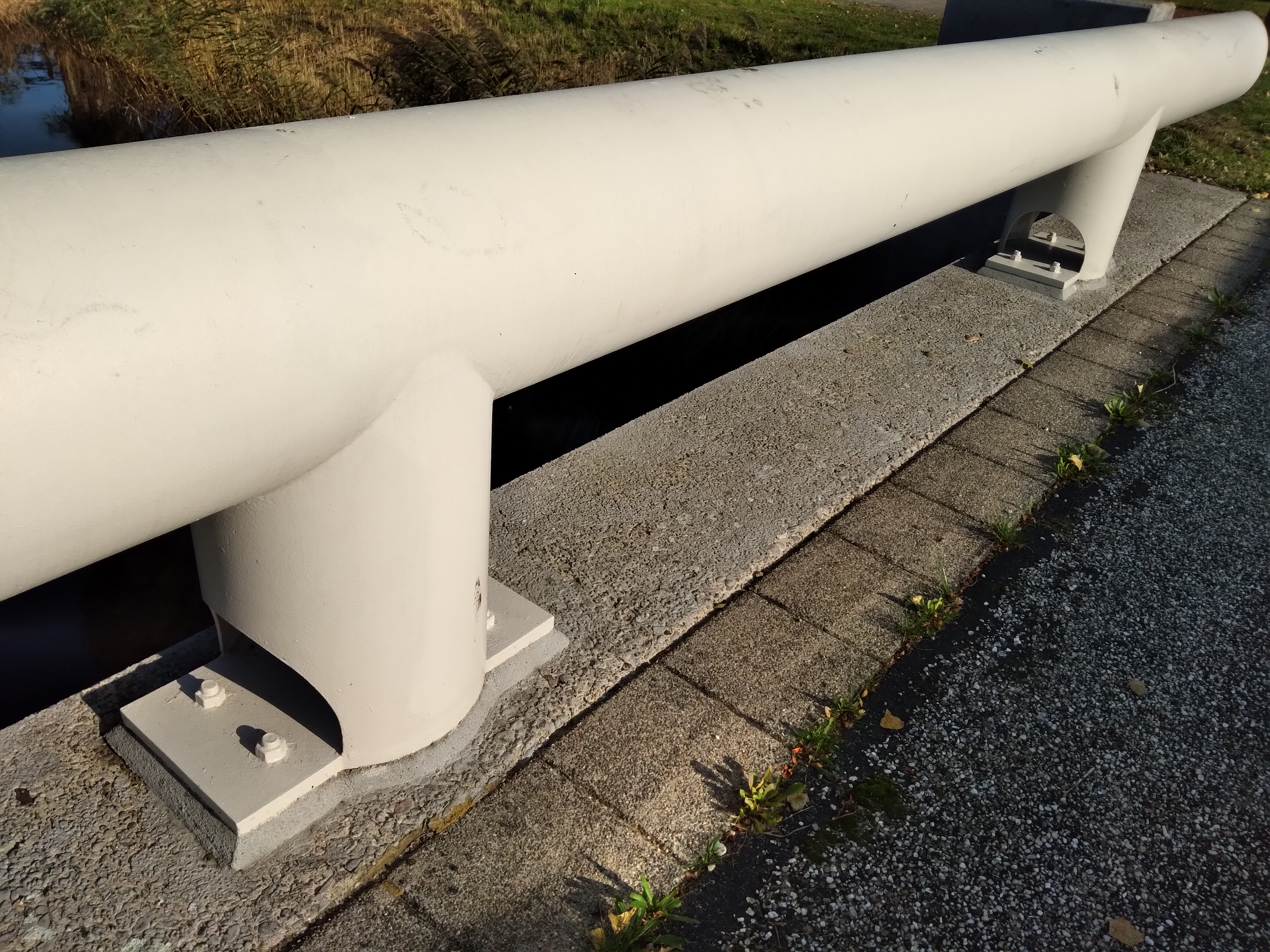
Balustrade van brug 1378 (oktober 2021)

<<< · 1301 · 1302 · 1303 · 1304 · 1305 · 1306 · 1307 · 1308 · 1309 · 1311 · 1312 · 1313 · 1314 · 1315 · 1316 · 1317 · 1319 · 1320 · 1321 · 1322 · 1323 · 1324 · 1325 · 1326 · 1327 · 1328 · 1329 · 1330 · 1331 · 1332 · 1333 · 1334 · 1335 · 1336 · 1337 · 1338 · 1339 · 1340 · 1342 · 1343 · 1344 · 1345 · 1346 · 1347 · 1348 · 1349 · 1350 · 1351 · 1352 · 1353 · 1354 · 1355 · 1356 · 1357 · 1358 · 1359 · 1360 · 1361 · 1362 · 1363 · 1364 · 1365 · 1366 · 1367 · 1368 · 1373 · 1375 · 1376 · 1377 · 1378 · 1379 · 1380 · 1381 · 1382 · 1383 · 1384 · 1385 · 1386 · 1387 · 1388 · 1389 · 1390 · 1391 · 1392 · 1396 · 1397 · 1398 · 1399 · >>>
Brugnummers 1300, 1318, 1341, 1369-1372, 1374, 1393, 1394, 1395 zijn niet vergeven. 1310 is gesloopt; brug 1318 is nooit gebouwd in verband met niet aanleggen Veenendaaldreef.